# Licherode
Licherode ist ein Ortsteil der Gemeinde Alheim im osthessischen Landkreis Hersfeld-Rotenburg.

## Geographie
Der Ort liegt von Wald umgeben an dem Fulda-Zufluss Wichte.

## Geschichte
Erstmals urkundlich erwähnt wird der Ort im Jahre 1353. Das „Gericht Rengshausen“ mit den Dörfern Hausen, Licherode, Lichtenhagen, Nausis und Nenterode gehörte ab 1579 zum hessischen Amt Rotenburg, das von 1627 bis 1835 Teil der Rotenburger Quart war.
Im Jahre 1939 hatte das Dorf 180 Einwohner. Es gehörte bis 1972 zum Landkreis Rotenburg (Fulda). Im Rahmen der Gebietsreform in Hessen wurde Licherode mit neun anderen Dörfern am 1. August 1972 zur neu gegründeten Gemeinde Alheim zusammengeschlossen.

## Auszeichnungen
Licherode gewann im Jahr 1996 den „Europäischen Dorferneuerungspreis“ sowie im Jahr 2002 den Preis „Unser Dorf“.

## Infrastruktur

### Bildung
Dem ökologischen Schullandheim Licherode ist ein Umweltbildungszentrum angeschlossen, dieses wurde durch die UNESCO bereits dreimal als offizielles Projekt der UN-Weltdekade „Bildung für nachhaltige Entwicklung“ ausgezeichnet.

### Verkehr
Licherode liegt an der von Oberellenbach im Osten kommenden Kreisstraße K 66. In der Nähe des Dorfes verläuft die Schnellfahrstrecke Hannover–Würzburg. Sie gab dem Überholbahnhof Licherode ihren Namen.

### Öffentliche Einrichtungen
In Licherode gibt es ein Dorfgemeinschaftshaus, einen Thing-Platz mit einer 800 Jahre alten Linde und einen Campingplatz.

## Kulturdenkmäler
- In der Liste der Kulturdenkmäler in Alheim sind für Licherode elf Kulturdenkmäler aufgeführt.